# Musée d'Art contemporain de Cracovie
Le Musée d'art contemporain de Cracovie (MOCAK, de l'anglais Museum of Contemporary Art in Kraków / en polonais Muzeum Sztuki Współczesnej w Krakowie) est un musée créé par la municipalité de Cracovie. Il a pour objectif de rassembler une collection d'art contemporain, de présenter des expositions temporaires et d'organiser des manifestations publiques et professionnelles dans ce domaine. Le musée est situé à Zabłocie (pl) à l'emplacement d'anciennes halles des usines Schindler devenues friches industrielles. Il concentre ses activités sur les deux dernières décennies.
La directrice est Maria Anna Potocka, conservateur et théoricien de l'art.

## Histoire
L'idée ancienne de la création d'un musée d'art contemporain à Cracovie a pris forme quand, en 2004, la municipalité de Cracovie a acquis à cet effet les bâtiments et les terrains des anciennes usines Schindler.
En mai 2005, le maire de Cracovie Jacek Majchrowski a obtenu du ministre polonais de la culture d'alors Waldemar Dąbrowski une subvention de 4 millions de zlotys (environ 1 million d'euros).
Le projet bénéficie d'un cofinancement de l'Union européenne (fonds de cohésion) dans le cadre du programme opérationnel de Petite-Pologne 2007–2013 « Fundusze Europejskie dla Małopolski ». Le soutien au projet et de l'ordre de 35 millions de zlotys.
La conception du musée a fait l'objet d'un concours international en 2007 remporté par les Italiens de Florence Claudio Nardi et Leonardo Maria Proli. La construction a débuté en décembre 2009. Le bâtiment a été livré le 16 novembre 2010, il a ouvert officiellement ses portes au public le 19 mai 2011. Le projet a été sélectionné pour le Prix Mies van der Rohe remporté finalement par Harpa (Reykjavik).

## Collections
Le musée constitue ses collections permanentes à partir d'œuvres d'artistes polonais et étrangers, notamment :
Marina Abramović
AES+F
Tomasz Bajer (pl)
Mirosław Bałka
Charlotte Beaudry
Jerzy Bereś (pl)
Éli Biéloutine (Элий Михайлович Белютин) (en)
Bernhard Johannes Blume (de)
Tymek Borowski
Rafał Bujnowski (pl)
Marek Chlanda
Josef Dabernig (de)
Marta Deskur
Andrzej Dłużniewski (pl)
Stanisław Dróżdż (pl)
Edward Dwurnik (pl)
Pola Dwurnik (pl)
Dick Higgins
Aleksander Honory
Nan Hoover
Aleksander Janicki (pl)
Jerzy Kałucki (pl)
Koji Kamoji (en)
Leopold Kessler (en)
Krištof Kintera
Ragnar Kjartansson
Grzegorz Klaman (pl)
Jarosław Kozłowski (pl)
Paweł Książek
Agnieszka Kurant
Robert Kuśmirowski (pl)
Lars Laumann (no)
Norman Leto (Łukasz Banach) (pl)
Piotr Lutyński
Marcin Maciejowski (pl)
Małgorzata Markiewicz (pl)
Vlado Martek (en)
Bartek Materka (pl)
Maria Michałowska
Krzysztof Penderecki
Géza Perneczky (hu)
Mieczysław Porębski (pl)
Józef Robakowski (pl)
Jerzy Rosołowicz (pl)
Maria Stangret-Kantor
Wilhelm Sasnal (en)
Jadwiga Sawicka (pl)
Mikołaj Smoczyński (pl)
Daniel Spoerri
Beat Streuli
Paweł Susid (pl)
Grzegorz Sztwiertnia (pl)
Jiří Valoch
Zbigniew Warpechowski
Marian Warzecha
Krzysztof Wodiczko
Otto Zitko (en)
Les collections permanentes sont présentées au niveau -1, le deuxième niveau est utilisé pour des expositions temporaires. Le bâtiment B est une galerie qui accueille des expositions individuelles, de la conception, du son et du texte.
Le musée comprend également une bibliothèque, une librairie, un café et un atelier de conservation de l'art contemporain.
La bibliothèque personnelle du professeur Mieczysław Porębski (pl) (1921-2012) constitue une exposition permanente du musée.

## Éducation
L'hypothèse de départ adopté par le musée dans sa politique n'est pas la question « Qu'est-ce que l'éducation ? », mais « Qu'est-ce que la culture ? ». L'objectif stratégique de la politique éducative du MOCAK est de changer le statut de l'art visuel contemporain en Pologne, en lui donnant un statut plus important et en faisant entendre la voix de ses acteurs dans les principaux débats publics. Pour y parvenir, le MOCAK entend initier et soutenir des activités menant à la création d'une nouvelle « clientèle », en développant des activités éducatives dans l'esprit d'un art ouvert au public, à prendre part au débat sur le statut social des artistes, ainsi que d'encourager l'œuvre de jeunes artistes.

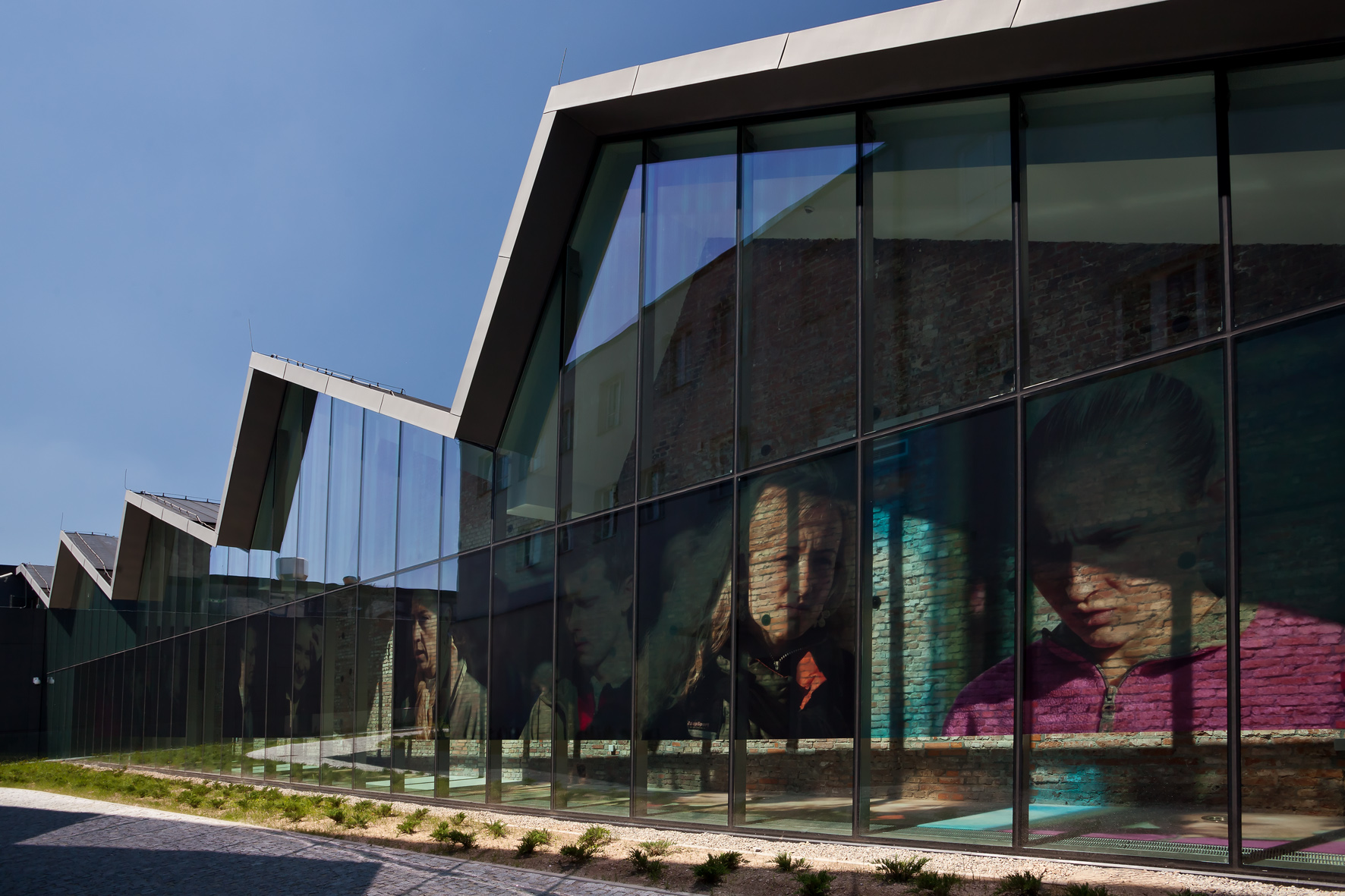
le MOCAK